# نادي الأنوار
نادي الأنوار الرياضي السعودي هو أحد أندية الدرجة الثانية بحوطة بني تميم .
تأهل نادي الأنوار لدوري الدرجة الأولى السعودي (دوري يلو) بعد فوزه على نادي الجيل بنتيجة 3/1 (بركلات الترجيح) ،ويعد تأهله لدوري الدرجة الأولى الأول في تاريخه.

## تشكيلة الفريق الحالية
ملاحظة: تشير الأعلام إلى المنتخب بحسب قواعد الأهلية المعتمدة من قبل الفيفا؛ تنطبق بعض الاستثناءات المحدودة. وقد يحمل اللاعبون أكثر من جنسية لا تعترف بها الفيفا.
| الرقم | البلد    | المركز | اللاعب                                      |
| ----- | -------- | ------ | ------------------------------------------- |
| 1     | السعودية | حارس   | خالد شراحيلي                                |
| 4     | السعودية | مدافع  | خالد جحفلي                                  |
| 5     | السعودية | مدافع  | علي الثنيان                                 |
| 7     | البرازيل | وسط    | أليسون روميو                                |
| 8     | السعودية | وسط    | فواز ربيع                                   |
| 9     | السعودية | مهاجم  | ماجد مدني                                   |
| 10    | السعودية | وسط    | فيصل المجلي                                 |
| 11    | السعودية | مدافع  | لؤي الشهراني                                |
| 15    | السعودية | مدافع  | محمد الزهراني                               |
| 18    | السعودية | وسط    | إبراهيم المعطش                              |
| 19    | السعودية | وسط    | نايف بكري                                   |
| 20    | السعودية | وسط    | عبد الرحمن الحمياني (معار من النادي الأهلي) |
| 21    | السعودية | وسط    | حسام الصليح                                 |
| 22    | السعودية | حارس   | هاني الناهض                                 |

| الرقم | البلد      | المركز | اللاعب          |
| ----- | ---------- | ------ | --------------- |
| 23    | السعودية   | مدافع  | حمد العقيلي     |
| 24    | السعودية   | مدافع  | علي عريشي       |
| 28    | ساحل العاج | مهاجم  | لويس إبريجويا   |
| 33    | السعودية   | حارس   | نواف الدوس      |
| 34    | تونس       | مدافع  | منتصر التومي    |
| 37    | السعودية   | مدافع  | علي السلطان     |
| 44    | السعودية   | وسط    | محمد الجوير     |
| 77    | السعودية   | وسط    | محمد الحمداني   |
| 99    | ساحل العاج | مهاجم  | غيلوم داهو      |
| --    | السعودية   | مدافع  | إبراهيم التميمي |
| --    | السعودية   | مدافع  | ناصر الدوسري    |
| --    | السعودية   | وسط    | عبد الله جمعان  |
| --    | السعودية   | وسط    | محمد السميح     |
| --    | السعودية   | مهاجم  | علي الجميدي     |